# 卡法黎農場

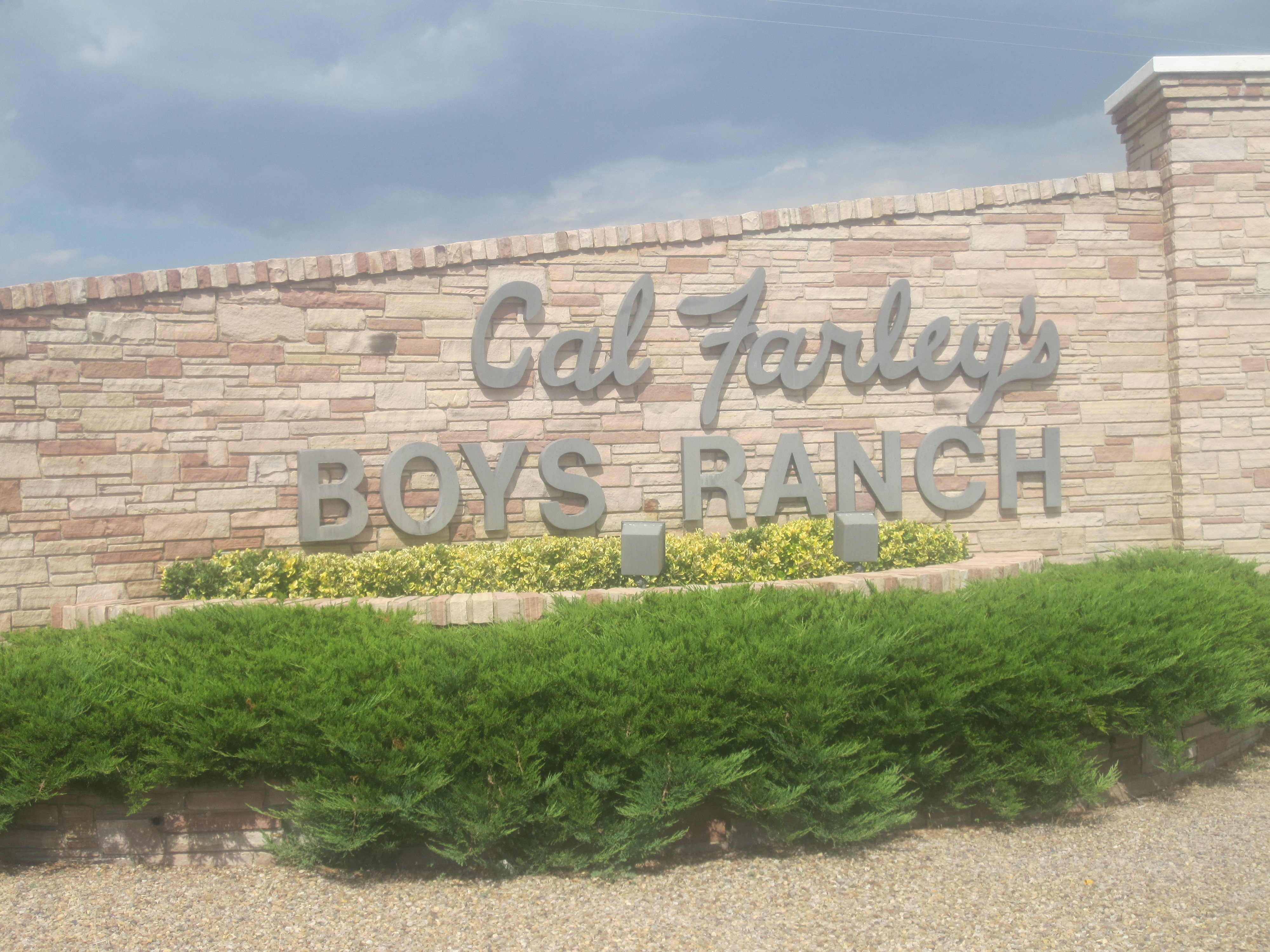
位於德州奧爾德姆縣卡法黎農場標記

卡法黎農場由美國寄養之父卡法黎（Cal Farley December 25, 1895 – February 19, 1967） 在1939年建立。座落於德州塔斯科薩地區。提供家庭式男童寄養照顧。稱為男童農場。
卡法黎另外還在拉伯克之西45英里懷特費斯處建立女童城 (Girlstown) 
1944年起在美國勞工節週末舉辦年度男童農場及女童城牛仔競技比賽 。
農場週日提供基督教聚會、及週中聖經班學習，鼓勵學員在聚會中擔任招待及誦經服侍，期望從靈性生活陶冶、變化學員性格。
卡法黎農場也提供學員正規學校教育及財務獨立自主訓練計劃。

## 外部連結
- 農場示意地圖[永久]
- 對於關懷弱勢、邊緣青少年之我見[永久]
- 更生團契附設信望愛少年學園（页面存档备份，存于）
- 卡法黎 YouTube 影片